# 三式中戰車
三式中戰車Chi-Nu（チヌ）為日本於二戰末期最後一款量產的中型戰車。

## 開發
日軍在二戰初期雖在各地戰線取得勝利，但是裝甲部隊與盟軍交戰的結果卻完全無法與M3輕戰車正面對抗，面對這個困境，日軍高層將戰車定位從步兵支援優先轉為對戰車優先，並以改造既有戰車的方式解決這個局面，改造版九七式中戰車改在1942年部署，被稱作加強版的一式中戰車卻在1944年左右才完成製造並開始少量配發部隊。
但在中後期日軍在東南亞各地與盟軍交戰時，美軍M4中戰車有著壓倒性的強勢，日本軍方發現不論是九七式改以及一式中戰車所配備的47公厘戰車炮完全無法對M4在超出五百米範圍外造成威脅。面對這種局面，日軍總算在1944年才開始進行真正對戰車用戰車的開發，但急轉直下的戰局讓日軍無法等待新戰車的服役，在這之前前必須有新裝備面對敵軍新戰車已大舉進逼的過渡時期，因此日軍在1944年5月以九七式中戰車直系發展版本一式中戰車設計進行過渡期戰車的開發。
由於必須快速投產配發，新戰車設計目標是以最小限度的改裝安裝上可用的戰車炮，設計人員將原本一式中戰車車體搭載新設計的炮塔，炮塔外型為使用均質鋼板焊接的六角型結構，無避彈設計，炮塔環直徑擴大到1.7公尺，炮彈則是30發放在戰鬥室下方，40發放在炮塔後方，炮塔後方取消後置機槍設計，並增設小門方便砲彈補给；原本三式中戰車計劃配備由九五式野炮改造的戰車炮，但因火力需求而調整使用其原版九十式野炮修改而成的三式2型75公釐38倍徑戰車砲。九十式野炮的車載效能已在一式炮戰車上實證，雖然作為炮兵用火力打擊野炮有著高初速的磨損帶來的炮身壽命問題，但是作為戰車炮卻是日本當時手中的最佳利器；但九十式野炮制退復進機長度過長，雖然新炮塔勉強能塞入該型炮，但仍需讓主炮的制退機構曝露在外(一式炮戰車由於採用的開放式炮座，則刪掉了砲口制退器)，作戰時理論上會有不利影響，加上原版炮的炮栓是以水平向開閉，對狹窄的戰車結構來講也是影響操作動線的不良設計，但最後沒有實戰經驗證實設計不良影響戰力之狀況。
但設計人員在設計初似乎未考慮火炮射擊後的廢氣問題，因此三式中戰車的戰鬥室尚未配備抽風設備(個別資料認為該砲塔頂部的圓柱孔就是預留空間)，火藥燃燒的毒氣使得操作人員在車內待久了會出現流淚以及流鼻血的問題，這種戰車是否可以在戰鬥中維持長時間作戰當時並未探討; 然而也有資料引用該戰車的前成員宣稱可以利用三式中戰車的風冷柴油引擎進氣口取代抽風設備的作用。
除了內裝的問題，日軍的規劃如果使用一式穿甲彈的三式戰車炮理想情況下可在500公尺外擊穿80公釐的鋼板(美國戰爭部於戰後利用原版本的九十式野炮發射該穿甲彈測試也有類似數值)，理論上這數據超越M4初期型正面裝甲厚度，不過由於M4裝甲採用傾斜設計，加上日軍穿甲彈的技術長期落後(鋼鐵以及火砲技術的落後，同時日本嚴重缺乏稀有金屬，導致日本陸軍長期沒法製造被帽穿甲彈甚是硬芯穿甲彈等穿甲威力更強的品種)而且在戰爭末期還有品質每況愈下的嚴重問題，實戰是否可達到設定成果也有很大疑問。
除了主炮以外，設定對手改為戰車以後炮塔的快速轉動瞄準成為必備課題，因此三式中戰車戰車安裝了電力驅動炮塔，但仍保留手搖炮塔設備，在有必要時仍可讓2人以手把進行炮塔轉動，不過操作人員的回憶電力驅動炮塔時常發生故障，並非成功的設計。
防禦力的設計上，三式中戰車的底盤因為沿用因此防護力沒有改變，前炮塔裝甲則增厚為50公釐，理論上可防禦M4A2的75公厘普通穿甲彈，除了標準裝甲外，設計人員還準備將前裝甲更換為四式中戰車的75公厘版本，不過沒有任何戰車進行這種改裝。
雖然問題重重，但是三式中戰車仍在1944年8月安裝上三式戰車炮，1944年9月原型車由三菱重工打造完成，10月完成測試，11月開始量產。
以帳面數據來看，三式中戰車的性能與德國三號坦克相近，火力上甚至與M4A1同等，這種標準僅達到歐戰爆發初期歐美戰車水準，如果納入製造以及內裝缺陷與裝備故障問題的話評價可能更低。

## 生產與部署
雖然三式中戰車的生產快速的進入軌道，但是1944年下半葉起，戰爭局勢對日本來說已經極端不利，前線潰敗以及運輸船隊遭美軍獵殺使日軍自佔領區運輸戰爭用物資的數量越來越少；稀有金屬優先供給船隻與飛機製造，戰車生產的物資減少供给因此產量降低，另外曾任戰車兵的小說家司馬遼太郎回憶當時新出廠的戰車品質下降因此用挫刀即可在表面挫出刮痕，會出現這種原因主要是因為早期表面硬化鋼板與講求韌性的均質鋼板的特性不同所致，但是物資匱乏到戰車裝甲無法進行表面硬化處理，可見當時日本物資缺乏的狀況。
三式中戰車雖然由三間兵工廠同時生產，但是因為日本本土遭到大規模戰略轟炸，因此產能上達到月產40輛以上都很困難，加上原廠資料亡軼，總產量諸說紛紜，因此三式中戰車的資料目前都是後世整理而成。
三式中戰車的產線是由一式中戰車轉換使用，因此有統計表示兩型戰車總生產量是340輛，單車產量始終沒有第一手資料可以實證；目前統計主流觀點是1944年生產了55輛，1945年日本投降前生產了111輛，共產166輛。但也有認為只生產60輛，或是生產更多的論點。但以日本陸軍遺留的『昭和二十年度調達兵器品目員数表』文書中規劃1945年將自生產商繳納150輛三式中戰車，可證明該型車主要還是過渡期車型，並非主要量產車種。
| 三式中戰車生產狀態（按月排列） |           |            |            |            |           |           |           |      |
| 1944年度預算（昭和19年）       | 1944年9月 | 1944年10月 | 1944年11月 | 1944年12月 | 1945年1月 | 1945年2月 | 1945年3月 | 合計 |
| 产量（辆）                     | 2         | 0          | 3          | 5          | 8         | 7         | 30        | 55   |
| 1945年度預算（昭和20年度）     | 1945年4月 | 1945年5月  | 1945年6月  | 1945年7月  | 1945年8月 | 合計      | 合計      | 合計 |
| 产量（辆）                     | 0         | 5          | 41         | 43         | 22        | 111       | 111       | 111  |
| 總產量                         | 166       | 166        | 166        | 166        | 166       | 166       | 166       | 166  |

由於產量少，因此日軍將三式中戰車視為本土決戰的重要裝備，並優先配發盟軍有可能登陸的九州方面裝甲單位，主要為第56軍轄下各獨立戰車旅，配發方式以10輛為單位納入戰車旅下反戰車連，戰爭結束前有120輛三式中戰車編入九州各戰車旅下；此外第一戰車師團與第四戰車師團據稱也配備了少量的三式中戰車，不過並未證實。
除了標準量產版以外，設計人員還預計將211號以後的三式中戰車換裝四式中戰車用炮塔，強化車體與炮塔裝甲對抗盟軍戰車，不過戰爭結束前並未生產到211號，因此此計劃案並未實現。
戰爭結束後三式中戰車被盟軍集中銷毀，僅保存2輛，1輛送往美國，另1輛戰後在東京赤羽的美軍軍械場展示，後來美軍移交給防衛廳後轉移至土浦陸上自衛隊武器學校展示。

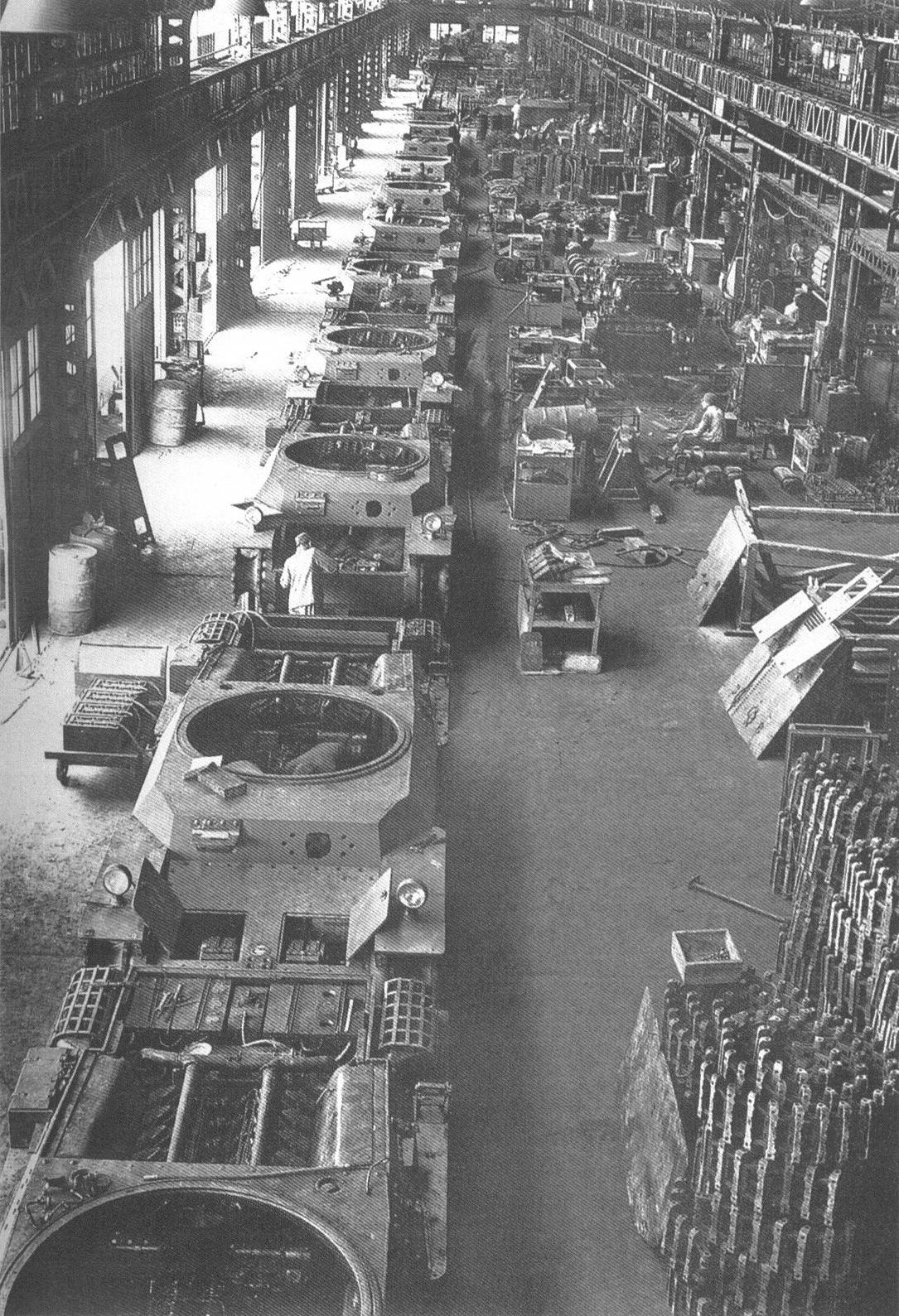
製造中排列的三式中戰車
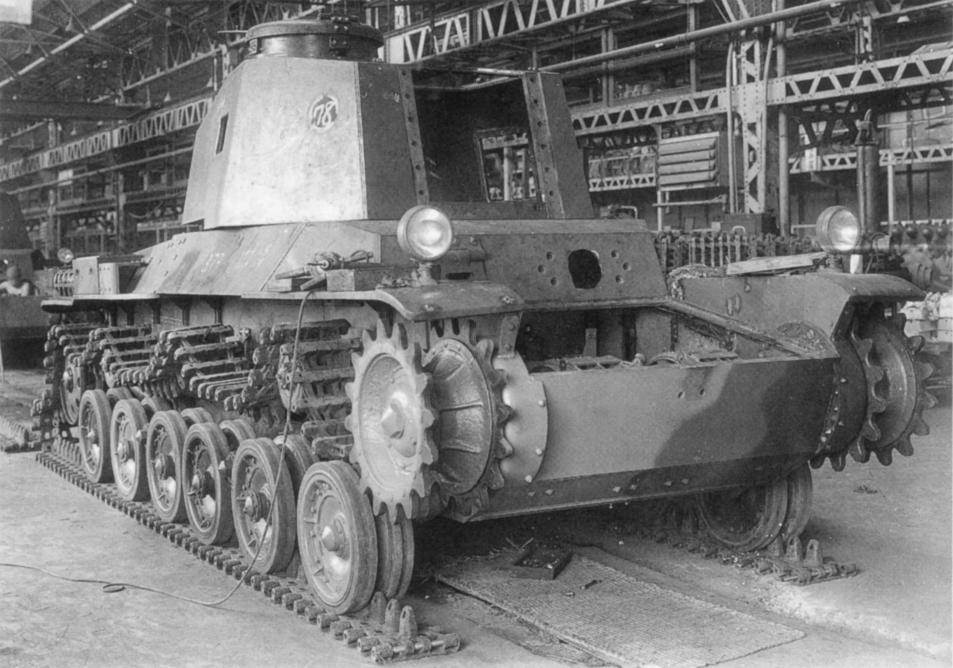
組裝中的三式中戰車
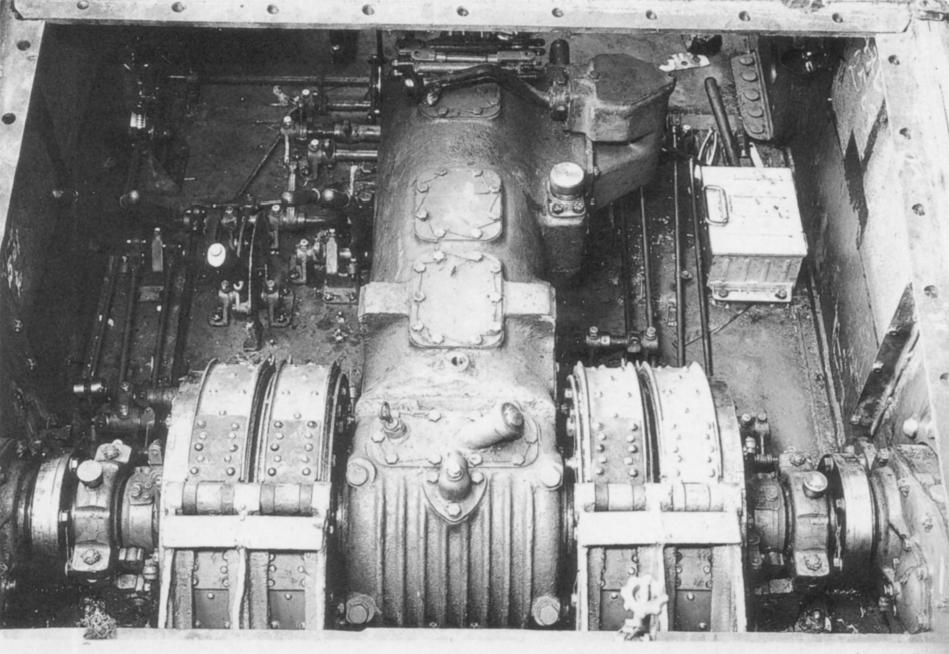
三式中戰車變速器，裝設在車體前方